# Сувальський коридор
54°15′ пн. ш. 23°20′ сх. д. / 54.25° пн. ш. 23.34° сх. д.
Сувальський коридор (Сувальський перешийок, англ. Suwalki Gap, пол. Przesmyk suwalski; в американській військовій термінології «коридор СК») — геополітичний термін, присутній у термінології НАТО, що означає територію навколо Сувалок, Августова та Сейн, яка одночасно з'єднує територію балтійських країн з Польщею та рештою країн НАТО, а також відокремлює територію російської Калінінградської області та Білорусі.
На думку американських військових, цей регіон є одним з потенційно найбільш гарячих точок у Європі. Цю інформацію підтвердив під час конференції CEPA Forum 2015 головний командувач Збройних сил США в Європі генерал Бен Годжес. Представники США вказують на інфраструктурні та організаційні недоліки, які заважають країнам НАТО досить швидко реагувати у разі загрози на цьому напрямку, і посилаються на розвідувальну інформацію, яка вказує на те, що росіяни та білоруси проявляють інтерес до цієї сфери у разі ескалації потенційного конфлікту з країнами НАТО.